# Hortenziovité

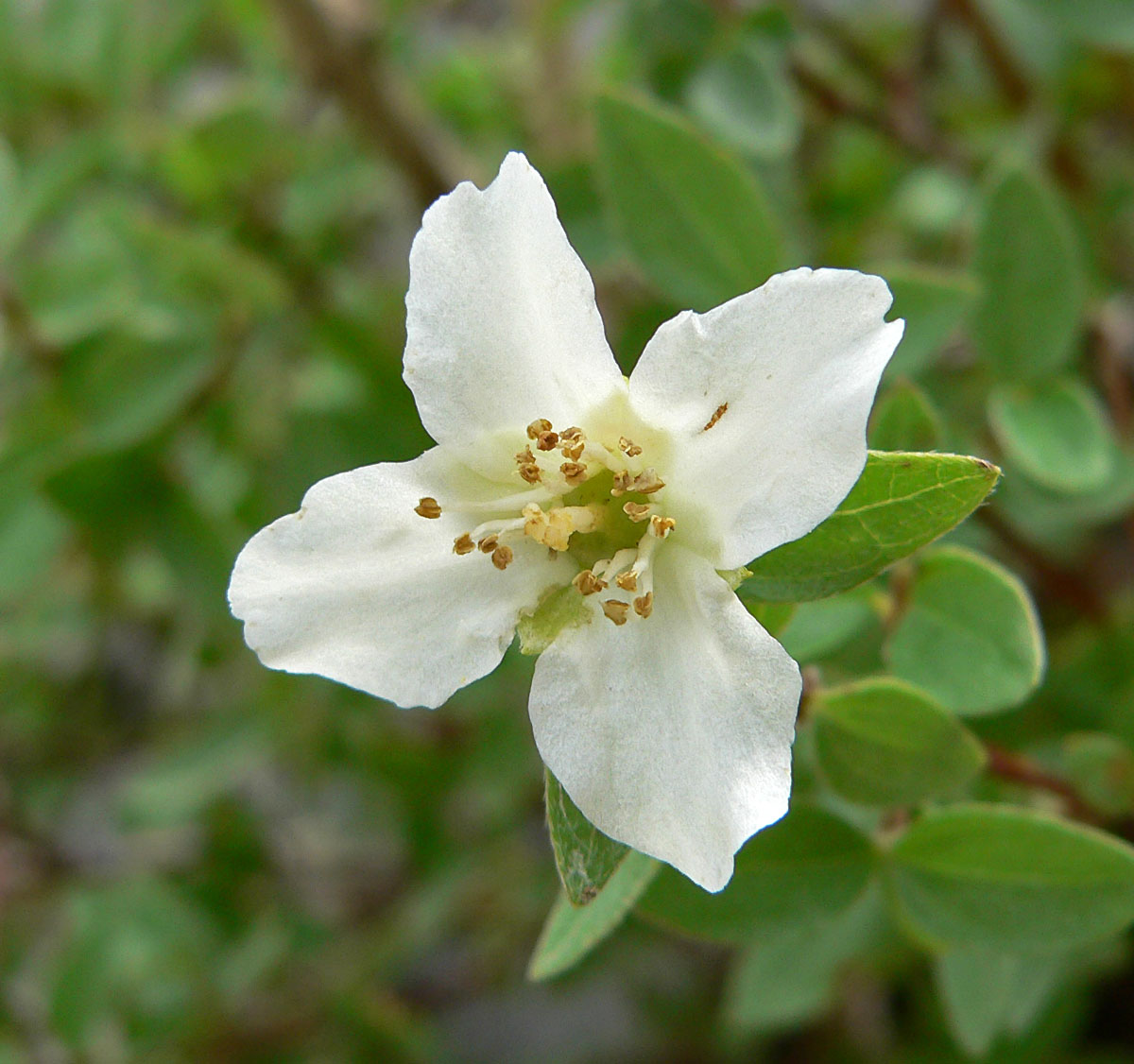
Pustoryl malolistý (Philadelphus microphyllus)

Hortenziovité (Hydrangeaceae) je čeleď vyšších dvouděložných rostlin z řádu dřínotvaré (Cornales). Jsou to převážně keře s jednoduchými vstřícnými listy a čtyřčetnými nebo pětičetnými květy ve vrcholičnatých květenstvích. Čeleď zahrnuje 9 rodů a je rozšířena především v Asii a Severní Americe. Hortenzie, trojpuky a pustoryly jsou pěstovány jako okrasné keře.

## Popis
Zástupci čeledi hortenziovité jsou keře, v menší míře i dřevnaté liány se vstřícnými jednoduchými listy bez palistů. Často jsou přítomny hvězdovité chlupy. Květenství jsou vrcholičnatá, úžlabní nebo vrcholová. Květy jsou 4 až 5četné. U některých zástupců rodu hortenzie jsou v květenství přítomny zvětšené sterilní květy. Tyčinek je 4 až 10, případně mnoho. Semeník je spodní nebo polospodní, srostlý ze 2 až 4 plodolistů, obvykle se 2 komůrkami ve spodní části, spojujícími se v horní části v jedinou. Čnělky jsou volné nebo srostlé. Vajíček je mnoho. Plodem je různými způsoby pukající tobolka s mnoha semeny.

## Rozšíření
Čeleď zahrnuje asi 190 druhů v 9 rodech. Je rozšířena především v Severní Americe a východní a jihovýchodní Asii. Dále se vyskytuje v horách Střední a Jižní Ameriky (až po Argentinu) a na Kavkaze. V Evropě je domácí jediný druh, pustoryl věncový (Philadelphus coronarius).
Největší rody této čeledi jsou pustoryl (Philadelphus), trojpuk (Deutzia) a hortenzie (Hydrangea), přičemž všechny jsou zastoupeny množstvím druhů jak v Severní Americe tak i v Asii.

## Taxonomie
Molekulární studie prokázaly příbuznost čeledi hortenziovité s čeledí loasovité (Loasaceae).
Čeleď je členěna na dvě podčeledi: Jamesioideae (Fendlera a Jamesia) a Hydrangeoideae (zbylé rody). Podčeleď Hydrangeoideae zahrnuje dvě větve: Philadelpheae (Deutzia, Kirengeshoma, Carpenteria, Philadelphus) a Hydrangeeae (Broussaisia, Dichroa, Decumaria, Hydrangea, Platycrater, Schizophragma). Výsledky molekulárních studií ukázaly, že rod Hydrangea je silně parafyletický a ostatní rody tribu Hydrangeeae tvoří klady roztroušené mezi vývojovými větvemi tohoto rodu. Proto byly všechny zmíněné rody vřazeny do rodu Hydrangea.

## Zástupci
- dekumarie (Decumaria, syn. Hydrangea)
- fendlerovka (Fendlera)
- hortenzie (Hydrangea)
- jamesovka (Jamesia)
- karpenterie (Carpenteria)
- kirengešoma (Kirengeshoma)
- klanostěnka (Schizophragma, syn. Hydrangea)
- pustoryl (Philadelphus)
- trojpuk (Deutzia)[6][7][8]

## Význam
Mnohé druhy, zvláště rodů pustoryl, hortenzie a trojpuk jsou ceněnými okrasnými dřevinami, dostupnými v množství kultivarů. Listy a kořeny některých hortenzií obsahují účinné alkaloidy a jsou využívány v medicíně.

## Seznam rodů
Carpenteria, Deutzia, Fendlera, Fendlerella, Hydrangea (včetně rodů Broussaisia, Cardiandra, Decumaria, Deinanthe, Dichroa, Platycrater, Schizophragma), Jamesia, Kirengeshoma, Philadelphus